# Phostria memmialoides
Phostria memmialoides là một loài bướm đêm trong họ Crambidae.